# Kanton Calais-1
Kanton Calais-1 (francouzsky Canton de Calais-1) je francouzský kanton v departementu Pas-de-Calais v regionu Hauts-de-France. Tvoří ho 10 obcí a část města Calais. Zřízen byl v roce 2015.

## Obce kantonu
- Calais
- Bonningues-lès-Calais
- Coquelles
- Escalles
- Fréthun
- Hames-Boucres
- Nielles-lès-Calais
- Peuplingues
- Pihen-lès-Guînes
- Saint-Tricat
- Sangatte